# Jesse Williams (atleta)
Jesse Williams (Modesto, California, Estados Unidos, 27 de diciembre de 1983) es un atleta estadounidense, especialista en la prueba de salto de altura, con la que llegó a ser campeón mundial en 2011.

## Carrera deportiva
En el Mundial de Daegu 2011 gana la medalla de oro en salto de altura, con una marca de 2,35 metros, quedando por delante del ruso Alekséi Dmítrik y del bahameño Trevor Barry.